# Mafiga
Mafiga è una circoscrizione urbana (urban ward) della Tanzania situata nel distretto urbano di Morogoro, regione di Morogoro. Conta una popolazione di 13 586 abitanti (censimento 2012).